# Betashachia
Betashachia är ett släkte av fjärilar. Betashachia ingår i familjen tandspinnare.
Kladogram enligt Catalogue of Life:
| Betashachia | \| \| Betashachia angustipennis \| \| \| \| \| \| Betashachia tropica \| \| \| \| |
|             | \| \| Betashachia angustipennis \| \| \| \| \| \| Betashachia tropica \| \| \| \| |
|             | Betashachia angustipennis                                                         |
|             |                                                                                   |
|             | Betashachia tropica                                                               |
|             |                                                                                   |